# Nikolaj Mensjutkin
Nikolaj Aleksandrovitj Mensjutkin (ryska: Николай Александрович Меншуткин), född 24 oktober (gamla stilen: 12 oktober) 1842 i Sankt Petersburg, död där 5 februari (gamla stilen: 23 januari) 1907, var en rysk kemist.
Mensjutkin blev ordinarie professor vid Sankt Petersburgs universitet 1876 och vid tekniska högskolan i samma stad 1902. Hans arbeten ligger huvudsakligen inom den allmänna och organiska kemin, och särskilt kan nämnas hans undersökningar om olika lösningsmedels inflytande på organiska reaktioners hastighet och om sambandet mellan konstitution och reaktionshastighet.